# Tubulicrinis cinctoides
Tubulicrinis cinctoides är en svampart som beskrevs av Hjortstam 1981. Tubulicrinis cinctoides ingår i släktet stiftskinn och familjen Tubulicrinaceae.   Inga underarter finns listade i Catalogue of Life.